# Elasmus tananarivensis
Elasmus tananarivensis är en stekelart som beskrevs av Jean Risbec 1952. Elasmus tananarivensis ingår i släktet Elasmus och familjen finglanssteklar.
Artens utbredningsområde är Madagaskar. Inga underarter finns listade i Catalogue of Life.